# Alfonso de Portago
Alfonso Antonio Vicente Eduardo Angel Blas Francisco de Borja Cabeza de Vaca y Leighton znany jako Marquis of Portago lub Alfonso de Portago (ur. 11 października 1928 w Marylebone w Londynie, zm. 12 maja 1957 w Cavriani) – hiszpański kierowca wyścigowy i bobsleista. Na rozgrywanych w 1957 roku bobslejowych mistrzostwach świata w Sankt Moritz wspólnie z Luisem Muñozem wywalczył brązowy medal w dwójkach. Jest to jedyny medal mistrzostw świata dla Hiszpanii w historii tego sportu. W 1956 roku Muñoz wystartował na igrzyskach olimpijskich w Cortinie d’Ampezzo, gdzie był czwarty w rywalizacji dwójek oraz dziewiąty w czwórkach.

## Wyniki w Formule 1
| Legenda oznaczeń w tabelach wyników Wyświetl szablon na nowej stronie | Legenda oznaczeń w tabelach wyników Wyświetl szablon na nowej stronie                                                                     |
| Oznaczenie                                                            | Wyjaśnienie |
| --------------------------------------------------------------------- | --- |
| Złoty                                                                 | Zwycięzca lub mistrzostwo |
| Srebrny                                                               | 2. miejsce lub wicemistrzostwo |
| Brązowy                                                               | 3. miejsce lub II wicemistrzostwo |
| Zielony                                                               | Ukończył, punktował (w klasyfikacji generalnej, gdy zdobył co najmniej jeden punkt na przestrzeni sezonu, poza trzema powyższymi opcjami) |
| Niebieski                                                             | Ukończył, nie punktował (w klasyfikacji generalnej, gdy nie zdobył co najmniej jednego punktu na przestrzeni sezonu)                      |
| Czerwony                                                              | Nie zakwalifikował się (NZ) |
| Czerwony                                                              | Nie prekwalifikował się (NPK) |
| Różowy                                                                | Nie ukończył (NU) |
| Różowy                                                                | Niesklasyfikowany (NS) (w klasyfikacji generalnej, gdy nie został sklasyfikowany w żadnym wyścigu sezonu)                                 |
| Czarny                                                                | Zdyskwalifikowany (DK) |
| Czarny                                                                | Wykluczony (WYK/EX) |
| Biały                                                                 | Nie wystartował (NW) |
| Biały                                                                 | Kontuzjowany (K/INJ) |
| Biały                                                                 | Wyścig odwołany (OD/C) |
| Bez koloru                                                            | Został wycofany (WYC/WD) |
| Bez koloru                                                            | Nie przybył (NP/DNA) |
| Bez koloru                                                            | Nie brał udziału w treningach (NT/DNP) |
| Bez koloru                                                            | Nie został zgłoszony (–) |
| Pogrubienie                                                           | Start z pole position |
| Kursywa                                                               | Najszybsze okrążenie wyścigu |
| †                                                                     | Nie ukończył, ale jego rezultat został zaliczony ze względu na przejechanie więcej niż 90% dystansu wyścigu.                              |
| *                                                                     | Sezon w trakcie |
| 1/2/3                                                                 | Punktowana pozycja w sprincie |
| Lista systemów punktacji Formuły 1                                    | |

| Rok  | Zespół           | Bolid        | Silnik     | Wyniki w poszczególnych eliminacjach | Wyniki w poszczególnych eliminacjach | Wyniki w poszczególnych eliminacjach | Wyniki w poszczególnych eliminacjach | Wyniki w poszczególnych eliminacjach | Wyniki w poszczególnych eliminacjach | Wyniki w poszczególnych eliminacjach | Wyniki w poszczególnych eliminacjach | Pozycja | Punkty |
| ---- | ---------------- | ------------ | ---------- | ------------------------------------ | ------------------------------------ | ------------------------------------ | ------------------------------------ | ------------------------------------ | ------------------------------------ | ------------------------------------ | ------------------------------------ | ------- | ------ |
| 1956 | Scuderia Ferrari | Ferrari D50  | Ferrari V8 | ARG -                                | MON -                                | 500 -                                | BEL -                                | FRA NU                               | GBR 2†                               | DEU NU                               | ITA NU                               | 15      | 3      |
| 1957 | Scuderia Ferrari | Ferrari D50A | Ferrari V8 | ARG 5*                               | MON -                                | 500 -                                | FRA -                                | GBR -                                | DEU -                                | PES -                                | ITA -                                | 20      | 1      |

† – bolid współdzielony z Peterem Collinsem
* – bolid współdzielony z José Froilánem Gonzálezem